# اس‌تی‌اس-۳۹
اس‌تی‌اس-۳۹ (انگلیسی: STS-39) یکی از ماموریت‌های برنامه شاتل‌های فضایی بود که در تاریخ ۲۸ آوریل ۱۹۹۱ از پایگاه فضایی کندی به فضا پرتاب شد. این ماموریت حدوداً ۸ روزه توسط شاتل دیسکاوری انجام گرفت و هدف اصلی آن ارسال محموله ویژه وزارت دفاع ایالات متحده آمریکا به مدار زمین جهت مطالعات ویژه بود.